# 紐結多項式
在紐結理論中，扭結多項式指的是一類以多項式表達的紐結不變量（knot invariant），而此類多項式的係數則表示它所代表的紐結的一些性質。

## 歷史
第一個已知的紐結多項式，也就是所謂的亞歷山大多項式，是由詹姆斯·韋德爾·亞歷山大在1923年引進的，但其他的紐結多項式卻一直都沒找到，直到近六十年後。
在1960年代，約翰·何頓·康威找出了一個對於亞歷山大多項式的某版本的糾結關係（skein relation），這又被稱為所謂的康威─亞歷山大多項式。糾結關係的重要性直到1980年代前期沃恩‧鍾斯發現鍾斯多項式前都未被理解。這導致了更多紐結多項式的發現，如所謂的HOMFLY多項式。
鍾斯發現該多項式不久後，路易‧考夫曼（Louis Kauffman）便注意到說鍾斯多項式可藉由配分函数（即泛函积分或狀態和模型、state-sum model）來計算，這牽涉到所謂的括號多項式，該多項式為框多項式（framed knot）的一個不變量。這開啟了連結紐結理論和统计力学間關係的研究。
在1980年代晚期，這方面有兩個重要的突破。爱德华·威滕指出了鍾斯多項式及相似的鍾斯式不變量，有個以陳─西蒙斯理論（陈-西蒙斯理论）進行解釋的方法。維克托‧瓦西里耶夫（Viktor Vassiliev）和米哈伊爾‧高薩羅夫（Mikhail Goussarov）則開始了紐結的有限類不變量（finite type invariant）的理論。
近年來，亞歷山大多項式已被證明與弗洛爾同調（Floer homology）相關。

## 陈-西蒙斯理论
三维的陈-西蒙斯理论生成很多重要的纽结多项式和纽结不变量：
| 陈西规范群G  | 纽结多项式或不变量             |
| ------------ | ------------------------------ |
| SO(N)        | 考夫曼多項式                   |
| SU(N)        | HOMFLY多項式                   |
| SU(2)或SO(3) | 鍾斯多項式（跟括號多項式有关） |
| U(1)         | 环绕数                         |

## 相關書目
- Colin Adams, The Knot Book, American Mathematical Society, ISBN 0-8050-7380-9
- W. B. R. Lickorish, An introduction to knot theory. Graduate Texts in Mathematics, 175. Springer-Verlag, New York, 1997. ISBN 0-387-98254-X

### 特定的紐結多項式
- 亞歷山大多項式
- 括號多項式
- HOMFLY多項式
- 鍾斯多項式
- 考夫曼多項式

### 相關主題
- 糾結關係（skein relation）